# Hexoplon lucidum
Hexoplon lucidum är en skalbaggsart som beskrevs av Martins 1962. Hexoplon lucidum ingår i släktet Hexoplon och familjen långhorningar. Inga underarter finns listade i Catalogue of Life.